# Fingermossa
Fingermossa (Lepidozia reptans) är en bladmossart som först beskrevs av Carl von Linné, och fick sitt nu gällande namn av Barthélemy Charles Joseph Dumortier. Fingermossa ingår i släktet fingermossor, och familjen Lepidoziaceae. Arten är reproducerande i Sverige. Inga underarter finns listade i Catalogue of Life.